# Байнс, Аманда
Ама́нда Ло́ра Байнс (англ. Amanda Laura Bynes; род. 3 апреля 1986, Таузанд-Окс, Калифорния, США) — американская актриса, экс-участница телешоу «Всякая всячина».

## Биография

### Детство и образование
Байнс родилась и выросла в городе Таузанд-Окс, Калифорния, дочь Линн Байнс (урождённой Орган), ассистентки стоматолога и офис-менеджера, и Рика Байнса, стоматолога, любителя юмористических импровизаций. У Аманды есть старший брат Томми (р. 1974), мануальный терапевт, и старшая сестра Джиллиан (р. 1983), которая имеет степень бакалавра гуманитарных наук в области истории в Калифорнийском университете и также занимается актёрством. Отец Аманды родом из Чикаго, бабушка и дедушка по материнской линии из Торонто, Онтарио, а также она имеет ирландское, польское, русское и румынское происхождение. Её отец католик, а мать — иудейка. Байнс сама называет себя еврейкой, добавляя, что ещё не определилась с религией, так как не знает точно, во что верит.
Байнс начала учиться в University Elementary, но позже окончила независимую программу школы Thousand Oaks High School. Некоторое время посещала La Reina High School и хотела поступать в Нью-Йоркский университет в будущем.
Отец Аманды — большой поклонник сцены, особенно комедийных спектаклей. Он всячески поощрял Аманду и остальных своих детей в их увлечении театром. Аманде было всего семь лет, когда она впервые вышла на сцену лос-анджелесского комедийного клуба Comedy Store. Одновременно она участвовала в постановках местного любительского театра, где играла в пьесах «Убить пересмешника», «Музыкальный человек» и «Таинственный сад». К 10 годам Байнс регулярно выступала на сцене с юмористами.

### Карьера
Её дебют на экране состоялся в 1996 году в телесериале «Всякая Всячина». Критики сравнивали Байнс с комедийными легендами Люсиль Болл и Трейси Ульман.
В 1999 году тринадцатилетняя актриса стала ведущей своего собственного шоу «Шоу Аманды». На протяжении четырёх лет сольный телевизионный проект Байнс оставался одним из самых популярных на канале Nickelodeon, а Байнс четыре раза становилась лауреатом детской премии Kids' Choice в категории «Любимая телевизионная актриса».
В 2002 году состоялся её дебют в большом кино. Продюсер Дэн Шнайдер, создатель многих популярных шоу на канале Nickelodeon, выпустил фильм «Большой толстый лжец», который принес Байнс ещё одну премию Kids' Choice — на сей раз в категории «Любимая киноактриса».
В том же, 2002 году, она начала сниматься на канале TheWB в сериале «За что тебя люблю», который пользовался большим успехом на протяжении четырёх сезонов.
Особое признание европейского зрителя и очередную премию Kids' Choice на родине актриса получила за роль Дафни Рейнольдс в фильме «Чего хочет девушка». Это экранизация истории о том, как непосредственная американская девушка, которая совершенно не привыкла к приемам и вечерним коктейлям, отправляется в Англию на поиски своего отца — лорда Дэшвуда (Колин Фёрт). Неожиданное появление дочери меняет не только политическую карьеру озадаченного папаши, но и приносит эффект «свежего ветра» в чопорный и скучный мир английского общества.
Следующий фильм Аманды, «Любовь на острове», — ещё одна комедия. Байнс играет романтичную Дженни, влюбленную в рок-певца Джэйсона (Крис Кармак). Летом девушка нанимается работать на тропическом курорте, куда приезжает её кумир.
Также Байнс снялась в главной роли в фильме «Она — мужчина» — современной адаптации пьесы Шекспира «Двенадцатая ночь». Героиня Аманды, Виола, обожает играть в футбол; когда её женскую команду не допускают до соревнований, она, переодевшись в своего брата-близнеца, вместо него поступает в его новую школу и становится участником мужской футбольной команды.
Следующий нашумевший фильм Аманды Байнс — это «Лак для Волос». В этом фильме Байнс играет роль второго плана — Пэнни, подругу Трейси Тернблэд (Никки Блонски).
Следующий фильм Байнс — «Сидни Уайт». Сидни Уайт поступает в колледж и попадает в общежитие «кукол Барби» с их принцессой Рейчел Уичберн (Сара Пэкстон). Сидни им определённо не подходит по внешним данным, и тогда её с позором выгонят из общежития. И она переезжает к местным неудачникам. И именно они становятся её настоящими друзьями. Сплотившись все вместе они борются против неравноправия между высшими слоями колледжа и низшими.
В 2007 году Байнс подписала пятилетний контракт с сетью магазинов одежды «Steve & Barry’s» для создания собственной линии одежды Dear, включающей украшения и аксессуары. Линию запустили в магазинах 16 августа 2007 года, но всё закончилось из-за банкротства Steve & Barry’s в 2008 году.
В том же 2008 году заняла 46-е место в «Горячей сотне» по версии Maxim. В это время она считалась одной из самых талантливых комедийных актрис, но мечтала попробовать свои силы и в драматических ролях. «К сожалению, у меня репутация комедийной актрисы, — говорила она. — Продюсерам трудно представить меня в амплуа серьёзной героини. Но я не теряю надежды…».
Последний раз Байнс появлялась перед кинокамерой в 2009 году, на съёмках фильма «Отличница лёгкого поведения», в котором сыграла небольшую по объёму роль антагонистки главной героини. В июле 2010 года она сообщила об окончании карьеры, но всего месяц спустя заявила о своём возвращении.

### Личная жизнь
В конце 2000-х Байнс пристрастилась к алкоголю и наркотикам, что сказалось и на её внешности. Её перестали приглашать в кино. В СМИ стали появляться сообщения о скандалах с её участием. В 2012 году она оказалась виновницей нескольких ДТП (в том числе в нетрезвом состоянии), за что была лишена водительских прав и осуждена на 3 года условно. Через несколько дней швейцар дома, где жила Байнс, обратился в полицию с заявлением о том, что Байнс употребляет наркотики вне своей квартиры. При задержании Байнс выбросила бонг в окно, что не помешало полиции обвинить её в хранении наркотиков и отправить на психиатрическую экспертизу. Аманда Байнс лечилась в престижном реабилитационном центре The Canyon, который находится в Малибу.
10 октября 2014 года Байнс была принудительно госпитализирована в психиатрическую клинику в Пасадине, Калифорния. В 2015, выйдя из клиники, Байнс заявила, что поступает в колледж. В июне 2017 она дала первое за четыре года интервью в телепередаче Good Morning America. Байнс изменилась внешне, сильно располнела. Она рассказала, что последние годы занималась учёбой и жила жизнью обычной студентки. Байнс призналась, что скучает по актёрской работе и собирается вскоре появиться на телевидении.
В ноябре 2018 года Байнс дала интервью американскому изданию Paper и появилась на обложке его журнала. Байнс поведала о том, как она пристрастилась к наркотикам, и что происходит в её жизни сейчас. Байнс сказала, что после того, как она увидела себя на экране в фильме «Она — мужчина», она впала в глубокую депрессию. Ей не понравилось, как она выглядит в образе парня. Также актриса призналась, что она начала курить марихуану, когда ей было 16 лет, когда все думали, что она «хорошенькая девочка». Позже девушка попробовала более тяжелые вещества. В ходе интервью Байнс раскаялась о своих оскорбительных сообщениях в Твиттере. «Все, ради чего я работала всю жизнь, я испортила через Твиттер», — говорит она. Также актриса заявила, что она ничего не употребляет уже четыре года. Байнс сообщила, что окончила колледж. Учёба помогла ей заполнить «дыру», образовавшуюся после ухода из киноиндустрии.
В марте 2019 года стало известно, что Байнс снова вернулась в реабилитационную клинику.
В феврале 2019 года Байнс познакомилась с Полом Майклом, с которым начала вскоре встречаться. 14 февраля 2020 года состоялась их помолвка. Летом 2022 года стало известно, что они расторгли помолвку и прекратили отношения.
В марте 2023 года Аманда Байнс попала в психиатрическую больницу после того, как её заметили голой на улицах Лос-Анджелеса.

## Фильмография
| Год       |    | Русское название                                | Оригинальное название                       | Роль            |
| --------- | -- | ----------------------------------------------- | ------------------------------------------- | --------------- |
| 1999      | с  | Арлисс                                          | Arli$$                                      | Кристал Дюпре   |
| 2001      | с  | Комната кошмаров                                | The Nightmare Room                          | Дэниэль Уорнер  |
| 2002      | ф  | Большой толстый лжец                            | Big Fat Liar                                | Кейли           |
| 1996—2002 | с  | Всякая всячина                                  | All That                                    | различные роли  |
| 2001—2002 | мс | Ох, уж эти детки!                               | Rugrats                                     | Тэффи           |
| 2003      | мф | Паутина Шарлотты 2: Великое приключение Уилбура | Charlotte's Web 2: Wilbur's Great Adventure | Нелли           |
| 2003      | ф  | Чего хочет девушка                              | What a Girl Wants                           | Дафни Рейнольдс |
| 2005      | мф | Роботы                                          | Robots                                      | Пайпер Пинвилер |
| 2005      | ф  | Любовь на острове                               | Love Wrecked                                | Дженни Тейлор   |
| 2006      | ф  | Она — мужчина                                   | She’s the Man                               | Виола Гастингс  |
| 2002—2006 | с  | За что тебя люблю                               | What I Like About You                       | Холли Тайлер    |
| 2007      | ф  | Лак для волос                                   | Hairspray                                   | Пенни Пинглтон  |
| 2007      | ф  | Сидни Уайт                                      | Sydney White                                | Сидни Уайт      |
| 2008      | мс | Гриффины                                        | Family Guy                                  | Анна            |
| 2008      | тф | Живое доказательство                            | Living Proof                                | Джейми          |
| 2009      | тф | Консервированный                                | Canned                                      | Сара-Бет        |
| 2010      | ф  | Отличница лёгкого поведения                     | Easy A                                      | Марианна        |